# Fregaty rakietowe typu 122

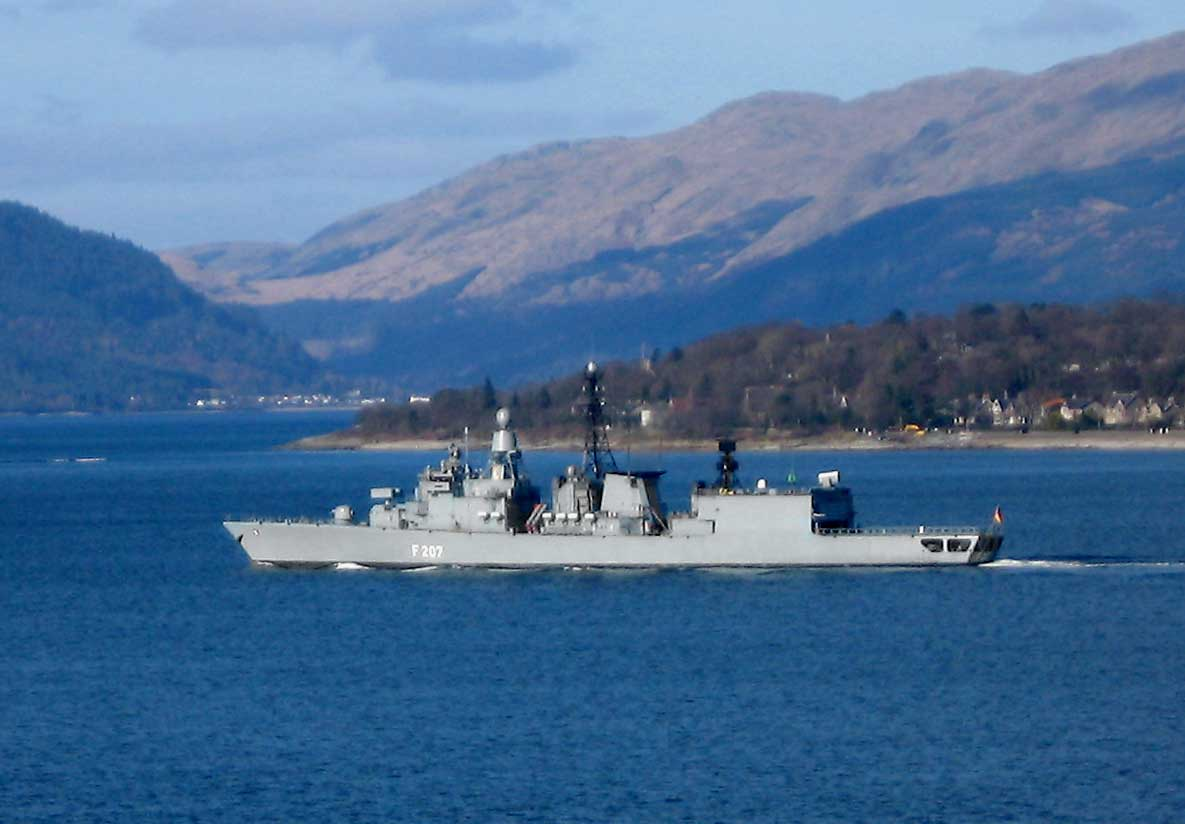
Fregata rakietowa Bremen (F 207)

Fregaty rakietowy typu 122 – współczesny niemiecki typ fregaty rakietowej.

## Historia
W 1979 w niemieckiej stoczni Bremer Vulkan w Bremie rozpoczęto budowę pierwszego z okrętów typu 122. Była to wielozadaniowa fregata rakietowa przeznaczona do działań na północnym Atlantyku i Morzu Północnym. Pierwszy okręt tego typu wszedł do służby w 1982.
Fregaty tego typu budowano w kilku niemieckich stoczniach, a ostatnia została zbudowana w 1990. Fregaty te budowane były z wykorzystaniem rozwiązań wypracowanych w ramach programu unifikacji uzbrojenia NATO. Z tego powodu ich konstrukcja jest zbliżona do holenderskich fregat typu Kortenaer. Fregaty budowane dla poszczególnych krajów różniły się zastosowanym napędem, uzbrojeniem i wyposażeniem elektronicznym. Łącznie w latach 1982-1990 zbudowano 8 okrętów typu 122.

## Użycie
Fregaty rakietowe tego typu działają w ramach zespołów morskich NATO w operacjach pokojowych m.in. w Bośni i Hercegowinie.

### Niemcy
Fregaty rakietowe typu 122 są używane od 1980 w niemieckiej marynarce wojennej, gdzie znajduje się 8 fregat tego typu, oznaczone są one jako fregaty typu Bremen.

Lista fregat używanych przez Deutsche Marine:
1. "Bremen" (F 207) - wycofana ze służby (28 marca 2014)[2]
2. "Niedersachsen" (F 208) - wycofana ze służby (26 czerwca 2015)[3]
3. "Rheinland-Pfalz" (F 209) - wycofana ze służby (22 marca 2013)[4]
4. "Emden" (F 210) - wycofana ze służby (29 listopada 2013)[5]
5. "Köln" (F 211) - wycofana ze służby (31 lipca 2012)[6]
6. "Karlsruhe" (F 212) - wycofana ze służby (16 czerwca 2017)
7. "Augsburg" (F 213) - wycofana ze służby (18 grudnia 2019)[7]
8. "Lübeck" (F 214) - wycofana ze służby (15 grudnia 2022)[8]